# سيرجي بالينسيا
سيرجي بالينسيا (بالإسبانية: Sergi Palencia) (22 مارس 1996 ببادالونا في إسبانيا - ) هو لاعب كرة قدم إسباني في مركز الدفاع. لعب مع نادي برشلونة ب ونادي برشلونة.

## وصلات خارجية
- سيرجي بالينسيا على موقع الاتحاد الأوربي (الإنجليزية)
- سيرجي بالينسيا على موقع الدوري الأمريكي (الإنجليزية)
- سيرجي بالينسيا على موقع قاعدة بيانات كرة القدم.إي يو (الإنجليزية)
- سيرجي بالينسيا على موقع ليكيب (الفرنسية)
- سيرجي بالينسيا على موقع Soccerway.com (الإنجليزية)
- سيرجي بالينسيا على موقع عالم كرة القدم.نت (الإنجليزية)
- سيرجي بالينسيا على موقع AS.com (الإسبانية)